# Waiting for the Barbarians (film)
Waiting for the Barbarians is een Italiaanse dramafilm uit 2019 onder regie van Ciro Guerra. Het is een Engelstalige verfilming van de gelijknamige roman van auteur J.M. Coetzee. De hoofdrollen worden vertolkt door Johnny Depp, Mark Rylance en Robert Pattinson.

## Verhaal
Een magistraat van een klein koloniaal grensdorpje leidt een rustig leven en mag bijna op pensioen. Op een dag krijgt de beschaafde man van zijn overheid te horen dat zijn stadje gaat aangevallen worden door de inheemse bevolking, die door de kolonisten als 'barbaren' bestempeld worden. Om de situatie in goede banen te leiden, krijgt de magistraat het gezelschap van de sinistere kolonel Joll, die met zijn gemene behandeling van de barbaren voor een gewetensconflict zorgt bij de magistraat.

## Rolverdeling
| Acteur            | Personage          |
| ----------------- | ------------------ |
| Johnny Depp       | Colonel Joll       |
| Mark Rylance      | Magistrate         |
| Robert Pattinson  | Officer Mandel     |
| Gana Bayarsaikhan | The Girl           |
| Greta Scacchi     | Mai                |
| David Dencik      | The Clerk          |
| Sam Reid          | The Lieutenant     |
| Harry Melling     | Garrison Soldier 4 |
| Bill Milner       | Garrison Soldier 5 |

## Productie
In oktober 2016 raakte bekend dat de Colombiaanse regisseur Ciro Guerra de roman Waiting for the Barbarians van auteur J.M. Coetzee zou verfilmen, in samenwerking met acteur Mark Rylance. Het was Guerra's eerste Engelstalig filmproject. 
In 2017 verklaarde Guerra dat er plannen waren om in 2018 aan de opnames te beginnen. Datzelfde jaar raakte ook bekend dat acteur Robert Pattinson aan de productie zou meewerken.
In mei 2018 werd bericht dat Johnny Depp de regisseur benaderd had om in de film te mogen meespelen. Vier maanden later bevestigde Depp dat hij een hoofdrol in de film zou vertolken. De opnames gingen eind oktober 2018 van start in Marokko en eindigden in december 2018.
De film ging op 6 september 2019 in première op het filmfestival van Venetië.